# Restaurant

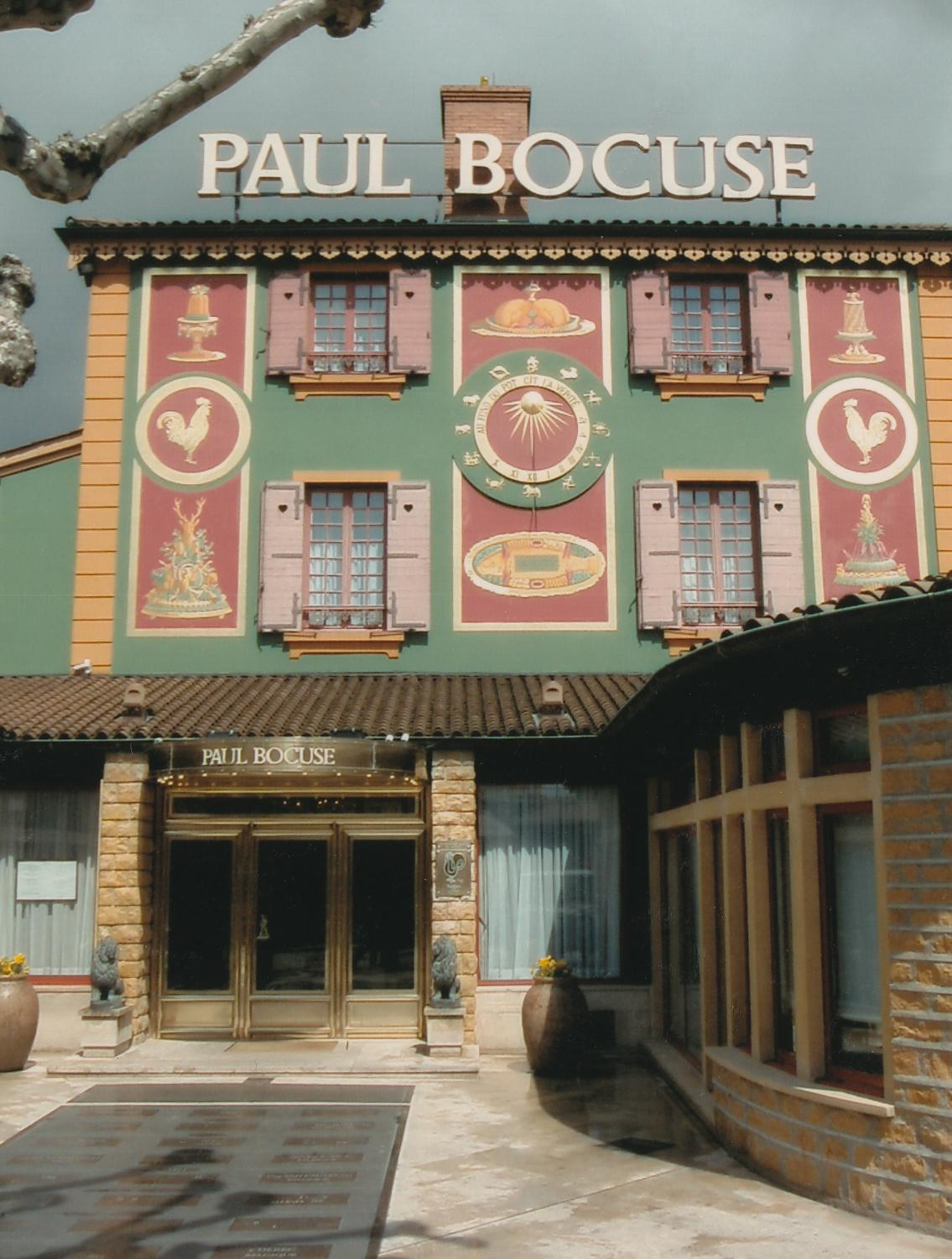
Restaurant L’Auberge du Pont de Collonges a lui Paul Bocuse, restaurantul deține 3* Michelin

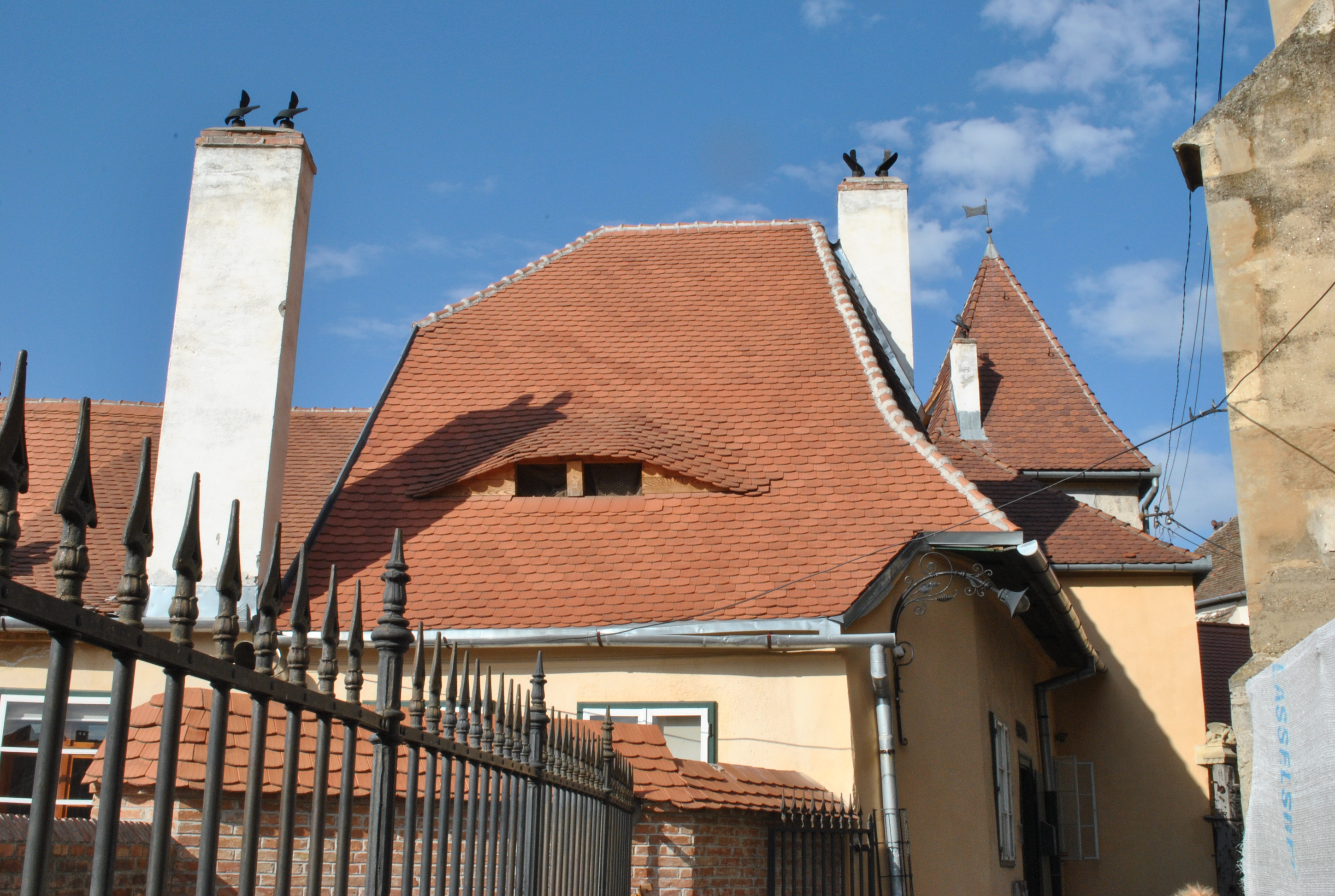
Clădirea „Butoiul de Aur”, Sibiu, se crede, că e cel mai vechi restaurant din România

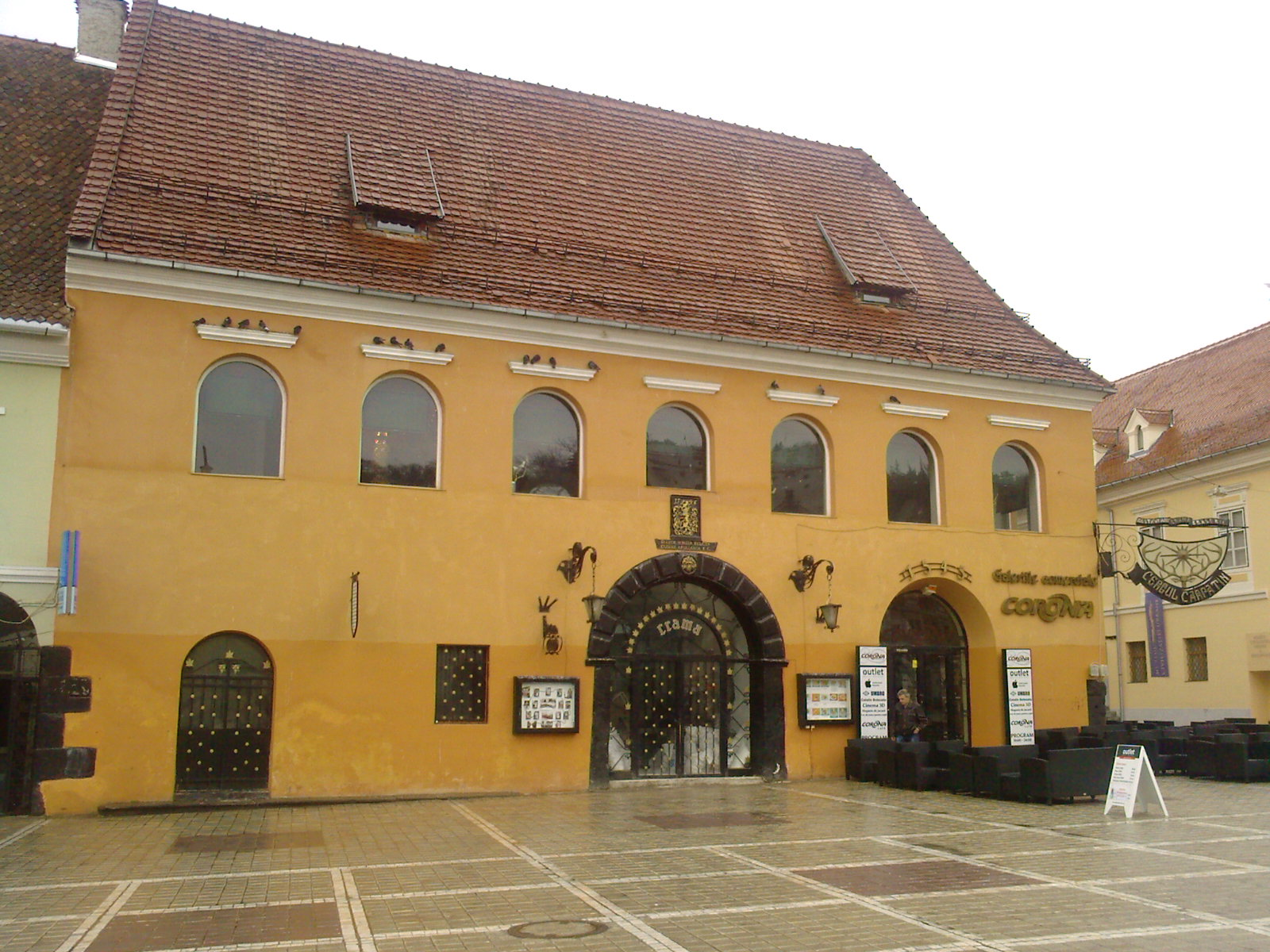
Restaurantul „Cerbul Carpatin”, Brașov

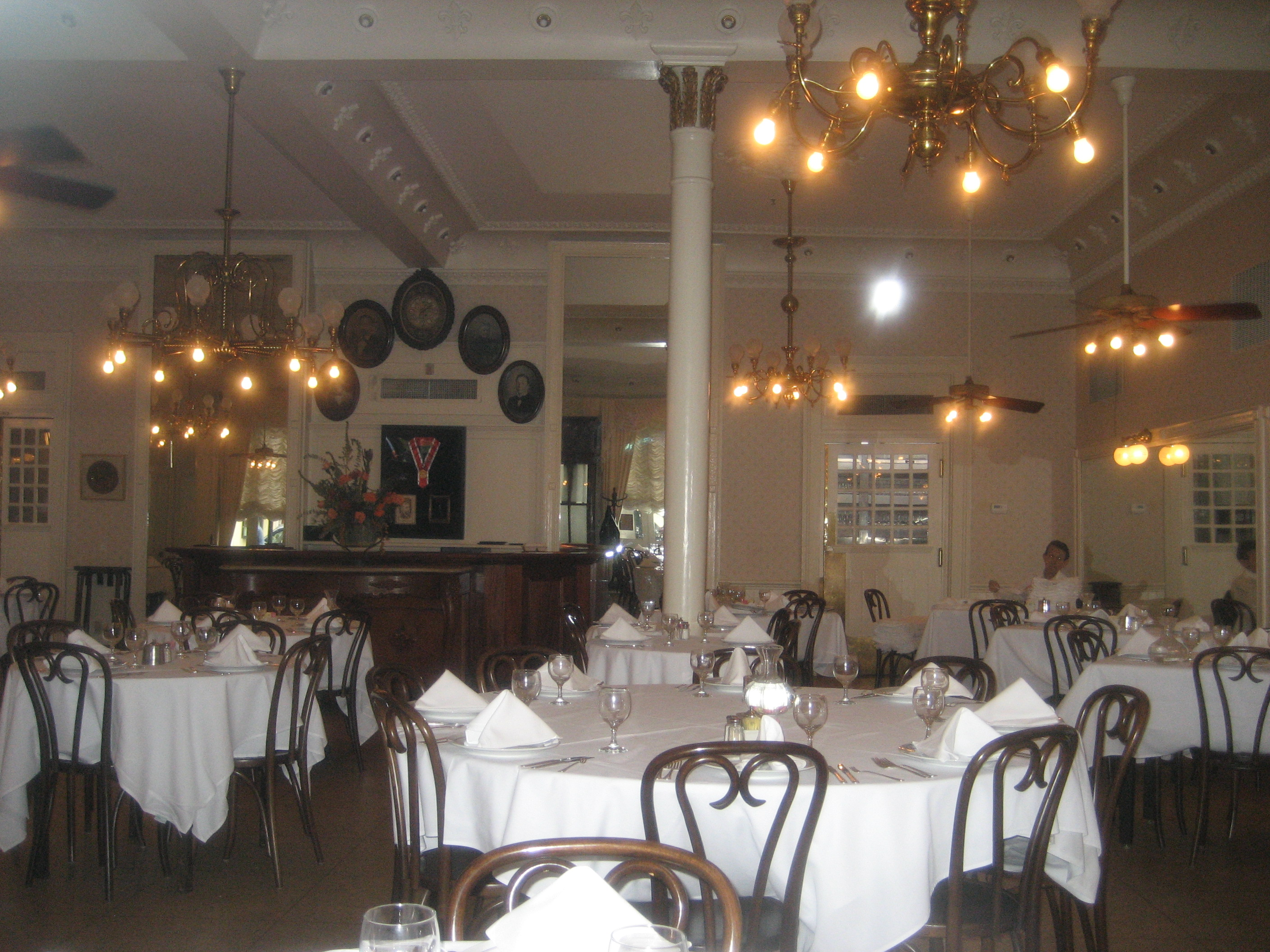
Restaurantul „Antoine's”, New Orleans.

Un restaurant este un stabiliment, local public unde se pot consuma pe loc mâncăruri și băuturi, contra cost. De obicei mâncărurile sunt preparate în bucătăria proprie, de către o echipă specializată (bucătar, ajutor de bucătar), în coordonarea și supravegherea unui șef-bucătar. Termenul „restaurant“ a fost creat în secolul alXVIII lea în Franța.

## Etimologie

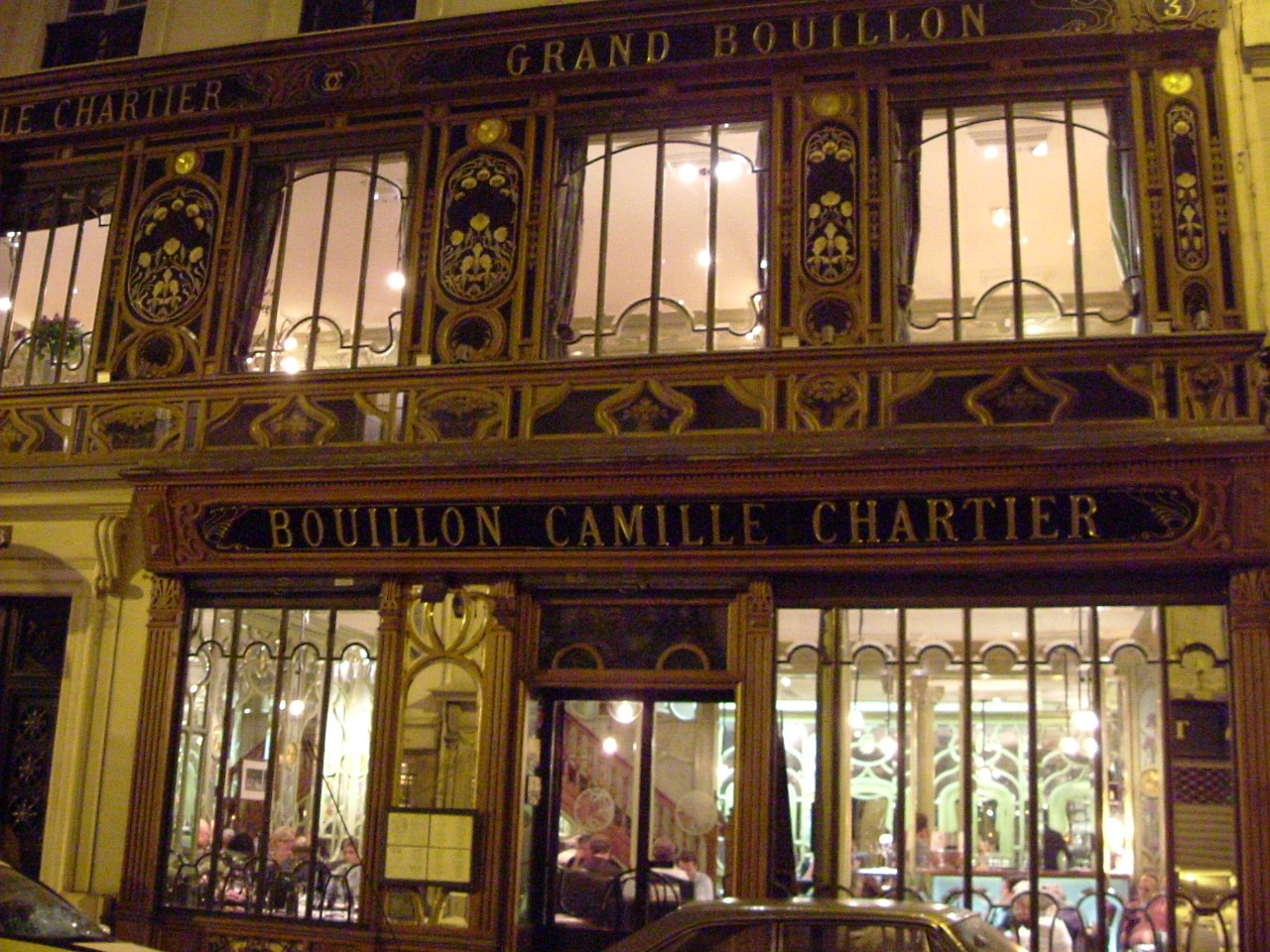
Restaurant Bouillon Camille Chartier, Paris

Termenul de restaurant a fost dat, se spune, de un parizian, pe nume Boulanger, care vindea supe. În anul 1765 el a trebuit să ofere, pe lângă supe, și alte mici mâncăruri, cum ar fi picioare de oaie în sos. Deasupra ușii tavernei sale el a lăsat să se inscripționeze, în 1795, după cum se susține, dintr-un verset biblic în limba latină: „Veniți la Mine, toți cei trudiți și împovărați, și Eu vă voi da odihnă!” (Matei 11,28). Acest motto a făcut faimoasă taverna sa și i s-a spus, se pare, restaurant, din latină restaurabo. De aici, el este numit „restaurateur“. Istoricii prezintă însă această poveste ca pe o legendă.
În realitate nu există surse, care să dovedească existența unui restaurateur Boulanger, și de asemenea niciun act. Mai mulți istorici sunt convinși, că este vorba la această poveste despre o anecdotă inventată. Diferite surse contemporane din 1800 numesc pe Mathurin Roze de Chantoiseau ca primul restaurateur în Paris, care deschidea primul său local în anul 1766. Existența acestui restaurant este dovedită.
Faptul că Roze de Chantoiseau a fost primul restaurateur parizian, va fi dovedit indirect de Alexandre Balthazar Laurent Grimod de la Reynière, care vorbea în 1804 de un anume „Champ d'oiseau“, ca fondator al restaurantelor.

## Istoric
Primele stabilimente pe care le-am considera restaurante, așa cum le cunoaștem în prezent, își au originea la Paris, la sfârșitul secolului al XVIII-lea.
Invenția restaurantului nu aparține însă exclusiv Franței. Stabilimentele comerciale care au stat la baza restaurantului modern au existat încă din antichitate. În orașul Pompei au fost descoperite aproximativ 160 de localuri, numite Thermopolia, care erau concentrate în special de-a lungul drumurilor principale și în locuri publice. Thermopolium era o cameră mică sau o tejghea, situată în fața unei clădiri, de unde se puteau cumpăra alimente uscate și băuturi, și care erau păstrate în vase de ceramică încorporate în tejghea.

Restaurante sofisticate pot fi găsite în China, până în jurul secolului al X lea. La acel moment, China a fost o țară prosperă, iar în orașe existau nenumărate restaurante cu specialități și stiluri regionale. La educație generală de atunci era inclusă cunoașterea culturii gătitului. În restaurantele elegante se servea și mâncare ieftină pentru lucrătorii obișnuiți. Această tradiție a rămas, doar că de-a lungul timpului camerele a fost frecvent separate pentru pretenții diferite. Restaurantele chinezești erau și sunt de multe ori deschise deja de dimineață și sunt vizitate, de asemenea, pentru micul dejun.
În Europa, tradiția Imperiului Roman a dispărut. Restaurantele erau vizitate în principal de călători. Pe masa comună era mâncarea a cărei calitate era de obicei, foarte simplă. 
Restaurantele în sensul modern a apărut din nou în momentul Revoluției Franceze.
Guinness World Records consideră Sobrino de Botín în Calle de Cuchilleros din Madrid, cel mai vechi restaurant din lume.

## Tipuri de unități de alimentație publică
În zilele de azi există foarte multe tipuri de restaurante, care oferă consumatorilor diferite preparate, adesea foarte specializate, după rețete din bucătăriile diferitelor culturi. Unele restaurante sunt integrate în servicii mai complexe, ca hoteluri, aeroporturi, universități. 
Dintre cele mai populare categorii de restaurante, ar fi:

### Restaurant clasic
Restaurantele clasice sunt acele tipuri de restaurante, care oferă consumatorilor o gamă variată de preparate culinare de bucătărie, produse de cofetărie - patiserie, precum și băuturi alcoolice și nealcoolice. Restaurantul clasic oferă consumatorilor meniuri variate, acoperind toată gama de produse ce formează cele trei mese principale ale zilei: micul dejun, dejunul și cina. 

### Restaurant cu specific
Restaurantele cu specific sunt acele unități gastronomice de profil, care pun la dispoziția clienților, preparate culinare și băuturi alcoolice, în condițiile unor amenajări (dotări) sau specific zonal (obiceiuri, tradiții). În această categorie pot fi incluse locațiile cu specific regional (ardelenesc, bănățean, dobrogean, moldovenesc), precum și unități tradiționale:

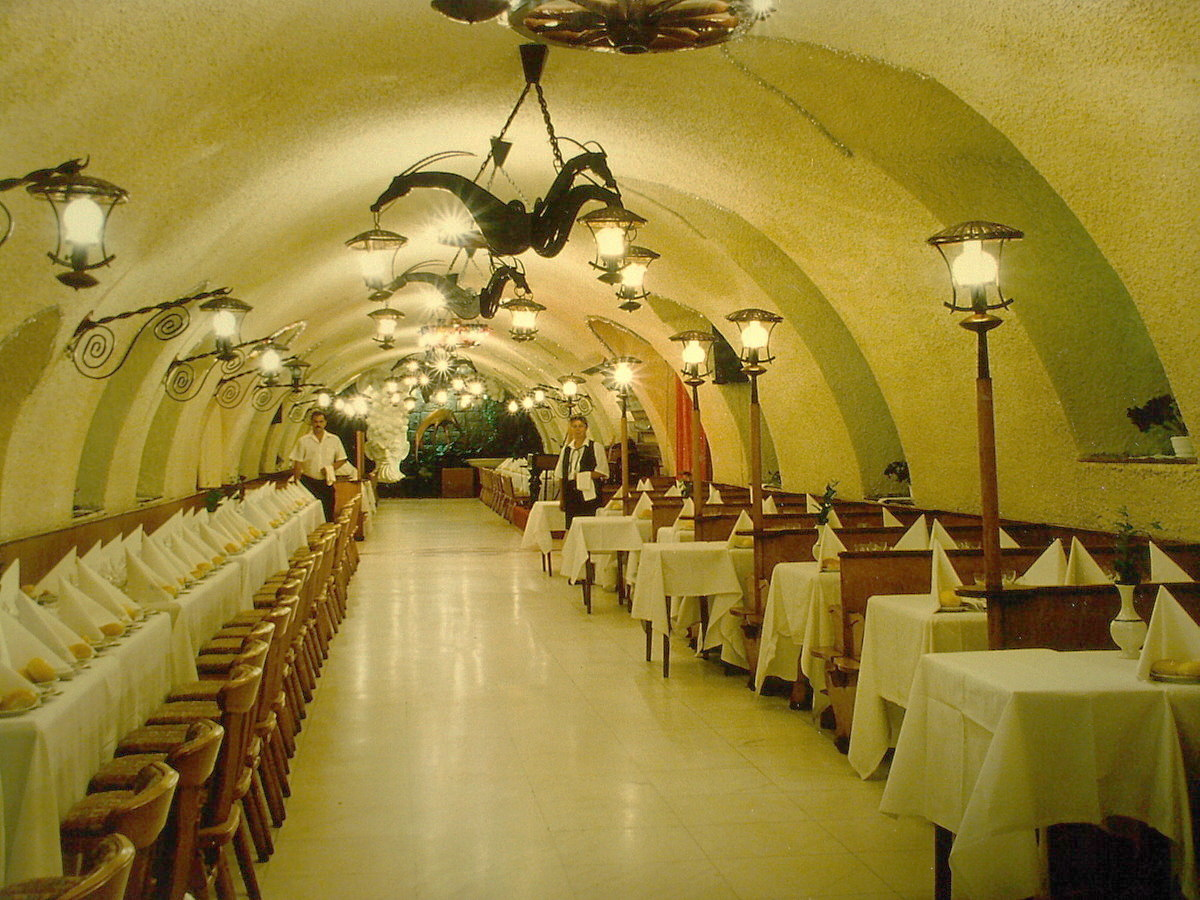
Salon restaurant (Crama „Cerbul Carpatin”, Brașov)

- Cramă - unitate cu specific național și local, amplasată de obicei în zone viticole sau la subsolul unor clădiri vechi, având mobilier de lemn și încăperi (pivnițe) pentru păstrarea vinului în butoaie și încăperi speciale (vinoteci) pentru depozitarea vinurilor vechi, îmbuteliate. Restaurantele de acest tip, oferă clienților pe lângă băuturile și preparatele specifice (fripturi: la proțap, la frigare, la grătar, la rotisor; dulciuri: plăcinte: cu mere, cu vișine, cu brânză dulce; papanași; clătite), degustări de vinuri și programe folclorice.

- Colibă - locație turistică cu specific tradițional țărănesc (ciobănesc), cu o gamă diversificată de preparate culinare: gustări tradiționale țărănești (cârnați afumați, lebăr, tobă, pastramă, jumări, brânzeturi, ceapă roșie); supe, ciorbe; antreuri (mămăligă cu brânză, tocăniță, ciulama, bulz), preparate de bază (diferite fripturi la grătar, la tigaie, la proțap, la ceaun, tochituri) însoțite de garnituri (cartofi țărănești, piureuri, legume asortate) și salate, precum și dulciuri (diferite plăcinte cu: dovleac, morcov, brânză dulce, mere). Ca băutură, aceste tipuri de restaurante oferă o gamă variată de tării (rachiu, țuică, pălincă, vișinată, afinată) și vinuri vărsate (la carafă), din producția autohtonă.

- Han - unitate turistică amplasată la intresecția unor mari drumuri, care pe lângă preparate culinare și băuturi, oferă turiștilor și posibilități de cazare.[13]

### Restaurant specializat
Restaurantele specializate reprezintă categoria unităților turistice ce  oferă consumatorilor un sortiment de preparate culinare și băuturi, adecvat fiecărui profil în parte:
- Restaurant vânătoresc - preparate culinare din vânat (iepure, căprioară, cerb, urs, mistreț, potârniche, rață sălbatică) și dulciuri ce conțin diferite fructe de pădure
- Restaurant pescăresc - preparate din pește (morun, nisetru, păstrugă, cegă, crap, păstrăv), fructe de mare, icre

#### Restaurant-zahana-bile
Unitate de alimentație publică în care se servesc, în special la comandă, în tot timpul zilei, produse și subproduse din carne neporționate (organe), pregătite la grătar și alese de consumatori din vitrinele de expunere sau de pe platou, o dată cu luarea comenzii. Sortimentul oferit mai poate cuprinde: ciorbe, borșuri, tuslama, tochitură, salate, dulciuri de bucătărie și băuturi.

#### Restaurant lacto-vegetarian, dietetic
Unitate de alimenta ție publică în care se desfac în exclusivitate sortimente de preparate culinare pe bază de lapte și derivate din lapte, ouă, carne de pasăre sau de vacă, paste făinoase, orez, salate din legume, precum și dulciuri de bucătărie, înghețată și băuturi nealcoolice.

#### Restaurant-pensiune
Unitate de alimentație publică care oferă mai multe variante de meniuri complete cu baremuri fixe. Băuturile cuprinse în meniu sunt limitate la sortimentele de răcoritoare și ape minerale. Poate funcționa și pe bază de abonament.
În aceste unități se pot oferi suplimentar diferite sortimente de preparate și băuturi, inclusiv alcoolice, altele decât cele cuprinse în cadrul meniurilor zilnice.

### Braserie
Unitate de alimentație publică care asigură în tot cursul zilei servirea consumatorilor cu un sortiment mai restrâns de preparate culinare (preparate reci, minuturi, 1-2 feluri de mâncare), produse de cofetărie-patiserie și băuturi.

### Pizzerie
Unitate specializată care oferă, cu preponderență, sortimente de pizza și de paste făinoase.

### Berărie
Restaurantele tip berărie - oferă clienților diferite sortimente de bere la halbă, în asociere cu preparate adecvate acestui tip de băutură (preparate la grătar, produse de patiserie, alune, arahide, fistic)

### Bar
Unitate de alimentație publică cu program de zi sau de noapte în care se desfac băuturi alcoolice și nealcoolice, un sortiment restrâns de produse culinare.

#### Bar de zi
Unitate care poate funcționa ca subunitate distinctă în cadrul restaurantelor, precum și ca unitate independentă. Oferă consumatorilor o gamă variată de băuturi alcoolice și nealcoolice, simple sau în amestec, cafea, gustări în sortiment restrâns, specialități de cofetărie.

#### Bar de noapte
Unitate de alimentație publică cu caracter distractiv, având orar de funcționare pe timpul nopții. Prezintă un program variat de divertisment, de music-hall și dans, iar consumatorilor li se oferă o gamă variată de băuturi, mai ales de cocteiluri, gustări, sortiment restrâns de preparate la grătar, specialități de cofetărie-patiserie.

#### Cafe-bar, cafenea
Unități specifice desfacerii, cu prioritate, a sortimentelor variate de cafea și derivate din ciocolată, cacao, ceai, băuturi alcoolice fine la pahar, băuturi răcoritoare, sandvișuri, produse de cofetărie-patiserie. În dotarea unităților un rol important revine utilajelor pentru pregătirea cafelei și, în primul rând, a cafelei expresso.

#### Disco-bar, Video-bar, Discotecă
Unități cu profil de divertisment pentru tineret, divertismentul fiind realizat prin intermediul muzicii și al dansului, în acest sens unitatea fiind dotată și amenajată corespunzător. Sortimentele oferite sunt asemănătoare celor din baruri, cu deosebirea că băuturile vor fi prioritar nealcoolice sau slab alcoolizate, având în vedere că majoritatea clientelei o reprezintă tineretul.

#### Bar biliard
Unitate cu profil preponderent recreativ, realizat prin posibilitatea practicării biliardului, unde se servesc băuturi și un sortiment restrâns de sandvișuri, produse de patiserie-cofetărie.

#### Snack-bar
Unitate de alimentație publică care asigură clienților o servire rapidă pe tot parcursul zilei, cu sortiment restrâns de minuturi, preparate la grătar, produse de cofetărie-patiserie, băuturi nealcoolice, ceaiuri, cafele și un sortiment restrâns de băuturi alcoolice. Specific acestui tip de unitate este prezența unei tejghele-bar, în spatele căreia preparatele se pregătesc la vederea clienților, cu un front de desfacere care să permită și servirea directă a consumatorilor.

### Fast Food
Restaurant de tip american unde se mănâncă repede și, în principiu, ieftin.  Restaurante Fast Food cunoscute sunt McDonalds sau KFC.

### Unități tip pub și bistro
Denumirea de pub vine de la Public House, o casă publică.

## Dotări
- Salonul de primire este holul intrării în salonul restaurant, care trebuie să aibă spațiu pentru așteptare, garderobă și grup sanitar
- Saloanele restaurant trebuie să fie bine aerisite, intimizate (decorururi florale, separeuri, jardiniere), să aibă mobilier adaptat specificului locației și trebuie organizat după tipul evenimentelor (saloane pentru mic dejun, banchete, conferințe, seminarii, recepții)

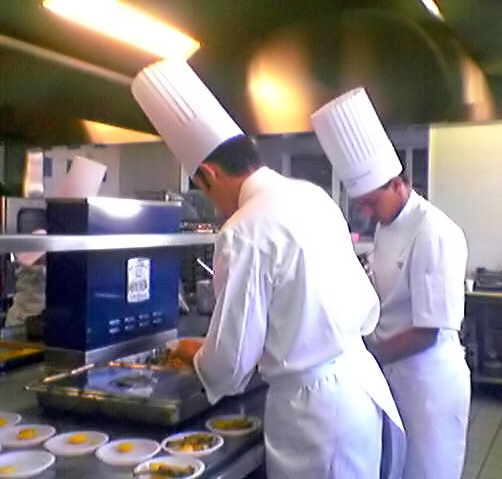
Bucătari angrenați în procesul de producție

- Spațiile de producție

- bucătăria este spațiul de pregătire și distribuție a preparatelor culinare cu dotările specifice: plite, cuptoare, sobe, refrigeratoare, congelatoare
- barul este spațiul de depozitare și distribuție a băuturilor alcoolice și nealcoolice, dotat cu frigidere, camere frigorifice, mașină pentru cuburi de gheață
- oficiul - spațiul ce face legătura între salonul restaurant și spațiile de producție

## Resursa umană
Serviciile în restaurant sunt asigurate de o echipă profesionistă formată din:
- Personal de servire: șef de sală, șef bucătar, bucătar, ajutor de bucătar, barman, chelner (ospătar), sommelier (persoană specializată în servirea vinului), picollo (ajutor de chelner).
- Personal auxiliar: economist, gestionar, lenjereasă, garderobier, portar, muncitor necalificat (femeie de serviciu).
  - Personal tehnic: electrician, instalator, șofer